# 3º Stormo
Il 3º Stormo è un reparto dell'Aeronautica militare italiana, che dipende dal capo del Servizio dei supporti del Comando logistico dell'Aeronautica Militare (Roma) ed ha sede sull'aeroporto di Verona-Villafranca. Lo Stormo ha il compito principale di assicurare le capacità di "sopravvivenza operativa" ed il sostegno logistico ai reparti ed alle componenti mobili del sistema di comando e controllo proiettati ad operare al di fuori delle proprie sedi stanziali. Cura inoltre la predisposizione di procedure, metodologie, attrezzature idonee a ottimizzare e razionalizzare l'attività delle dipendenti articolazioni in occasioni di rischieramenti campali, assicurando la manutenzione degli equipaggiamenti e attrezzature in dotazione.

## Storia

### Lo stormo caccia
Il Reparto nasce il 1º giugno 1931 all'aeroporto di Bresso al comando del Tenente Colonnello Paride Sacchi, nei pressi di Milano, come 3º Stormo caccia, destinato alla difesa della città e formato da due Gruppi di Volo (18º Gruppo caccia con la 83ª Squadriglia, 85ª Squadriglia e la 95ª Squadriglia non che il 23º Gruppo con la 70ª Squadriglia caccia, 74ª Squadriglia e 75ª Squadriglia caccia) con velivoli Fiat C.R.20. 
Dal febbraio del 1932 al dicembre del 1933 entra nello Stormo il XIX Gruppo con le squadriglie 100ª, 101ª Squadriglia e 102ª Squadriglia sul Campo della Promessa di Lonate Pozzolo.
Promosso tenente colonnello, Umberto Baistrocchi dal dicembre 1933 al gennaio 1934 fu comandante interinale dello Stormo.
Nel marzo del 1933 lo stormo viene trasferito sull'aeroporto di Torino-Mirafiori e nel dicembre successivo il 19º Gruppo entra nel 5º Stormo.
Il 14 marzo 1935 torna a Bresso dove il 18 novembre successivo riceve i nuovi velivoli Fiat C.R.32.
Il 4 gennaio 1937 la 83ª Squadriglia va all'Aeroporto di Cuneo-Levaldigi come Sezione di allenamento sui CR 20 avvicendata poi dalla 75ª e 74ª Squadriglia.
Il 3 aprile 1937, all'Altare della Patria, il Comandante Tenente Colonnello Pilota Guglielmo Cassinelli riceve la bandiera di guerra (in seguito decorata con due medaglie d'argento al valor militare: Cielo di Provenza, 13-15 giugno 1940 e Cielo dei Balcani, 11 novembre 1944 - 8 maggio 1945).
Dal settembre 1937 al mese successivo era al comando interinale del Ten. Col. Domenico Ludovico. 
Il 12 settembre 1938 il 18º Gruppo va a Mondovì fino ai primi mesi del 1940 quando torna a Mirafiori.
Dal 30 marzo al 10 aprile 1939 partecipa all'Invasione italiana dell'Albania con 6 velivoli da trasporto truppe Ca.133 da Grottaglie a Tirana.

### Seconda guerra mondiale
Al 10 giugno 1940 era all'Aeroporto di Novi Ligure comandato dal Col. Fortunato Rolando con il 18º Gruppo sui Fiat C.R.42 a Novi Ligure/Aeroporto di Albenga ed il 23º Gruppo sui C.R.42 a Cervere.
Il 25 giugno, al termine della battaglia delle Alpi Occidentali (in francese Bataille des Alpes) -
l'insieme delle azioni di guerra avvenute fra il Regno d'Italia e la Francia tra il 10 e il 25 giugno 1940 - il 3º Stormo torna a Mirafiori dopo aver abbattuto quattro aerei nemici ricevendo la Medaglia d'argento al Valor Militare.
Dall'ottobre del 1940 al maggio del 1942 viene posto in posizione quadro e i suoi due Gruppi di Volo impiegati in diversi fronti.
Il 23º Gruppo viene schierato prima in Sicilia (dal 10 luglio 1940 all'Aeroporto di Comiso: incursioni su Malta) e poi in Africa Settentrionale (Tripoli) con velivoli CR.42, Reggiane Re.2000, Fiat G.50 e Macchi M.C.200. 
Il 18º Gruppo dal 10 settembre 1940 entra nel 56º Stormo venendo schierato prima in Belgio nel Corpo Aereo Italiano (battaglia d'Inghilterra), poi in Africa Settentrionale Italiana (Tripoli) ed infine in Grecia (Araxos di Larissos) con velivoli C.R.42, G.50 e M.C.200.
Il 15 maggio 1942, sull'Aeroporto di Mirafiori, lo Stormo, comandato da Tito Falconi, viene ricostituito ancora sui Gruppi 18° e 23° iniziando la transizione sul Macchi M.C.202 Folgore; nella metà di luglio dello stesso anno, su velivoli M.C.200 e M.C.202, si rischiera in Africa Settentrionale a Fuka all'Aeroporto militare di Sidi Haneish dove il 20 ottobre, la Royal Air Force effettua grandi attacchi contro lo Stormo. La caccia italiana affronta dei combattimenti il 20 ottobre, altri combattimenti il 21 ottobre, contro formazioni avversarie tre o quattro volte più grandi.
Dal 22 al 31 ottobre, avvengono altri scontri. I gruppi da caccia italiani infliggono molte perdite all'avversario, ma non riescono a fermarlo dovendo quindi lasciare l'aeroporto per ripiegare ricevendo dal 4º Stormo una decina di velivoli efficienti.
Il 20 novembre 1942 lo stormo è basato a Tauorga (traslitterata anche come Tawargha, Tawarga, Taworgha, Tawurgha o Torghae), 38 km da Misurata, sugli M.C.202 e nel gennaio 1943 all'aeroporto di Médenine, in Tunisia.
In seguito all'armistizio dell'8 settembre 1943, si provvide alla formazione di un "Raggruppamento da Bombardamento (88º Gruppo su velivolo CANT Z.1007) e Trasporto" (1º Gruppo volo e 2º Gruppo volo su vari velivoli e il 132º Gruppo su velivolo SM-79) nei campi delle Puglie. Successivamente, in seguito all'assegnazione alla Regia Aeronautica dei bombardieri leggeri Martin 187 Baltimore, il Raggruppamento da Bombardamento e Trasporto viene riorganizzato in tre Stormi (due da Trasporto e uno da Bombardamento). 
Lo Stormo da Bombardamento viene costituito il 1º luglio 1944 sull'Aeroporto di Campo Vesuvio vicino ad Ottaviano (Napoli) e denominato 1º Stormo Baltimore.

### Il dopoguerra
Al termine del conflitto mondiale, nel giugno del 1945, lo Stormo viene trasferito prima sull'aeroporto di Guidonia (RM) e dopo, il 1º novembre del 1948, sull'aeroporto di Bari-Palese dove, dotato di velivoli P-38 Lightning, l'unità assume la denominazione di 3º Stormo Caccia. Nel 1950 riceve la dotazione del caccia statunitense North American P-51 Mustang. 
Nel marzo del 1954 lo Stormo inizia il trasferimento sull'aeroporto di Villafranca (VR) dove si insedia ufficialmente dal 1º luglio; nel corso del mese iniziano a essere assegnati i velivoli Republic F-84 Thunderjet e prima della fine dell'anno diviene 3º Stormo Ricognitori.
Nel dicembre dello stesso anno vengono assegnati i nuovi Republic RF-84F Thunderflash. 
Il 1º gennaio 1956 il 3º Stormo Ricognitori diviene 3ª Aerobrigata Ricognizione Tattica, disponendo anche dei Lockheed T-33 Shooting Star (Squadriglia Volo Senza Visibilità). 
Nel 1960 Basilio Cottone, futuro Capo di stato maggiore dell'Aeronautica Militare, assume il comando del 28º Gruppo caccia ricognitori (ex XXVIII Gruppo) presso la 3ª Aerobrigata.
Il 15 maggio 1965 viene organizzato il 1º raduno degli ex appartenenti al 3º Stormo/1º Stormo Baltimore e, nell'occasione, una formazione di ventiquattro RF-84F sorvola il cielo raffigurando il numero "3" e la lettera "A".

Un Lockheed F-104 Starfighter dello Stormo

Il 27 febbraio 1970 vengono consegnati al 28º Gruppo i primi RF-104G, versione da ricognizione del velivolo Lockheed F-104 Starfighter. 
Il 1º settembre 1977 la 3ª Aerobrigata Ricognizione Tattica diviene 3º Stormo e nel corso dell'anno gli F104 G vengono dotati di POD "Orpheus". 
Nel maggio 1984 lo Stormo fu titolato al Maggiore Carlo Emanuele Buscaglia, decorato di Medaglia d'oro al valor militare, alla memoria, per un'azione compiuta il 12 novembre 1942 alla testa di una formazione di sei SM79 sulla munitissima rada algerina di Bougie.
Nel corso del 1990 il 132º Gruppo inizia la transizione sul velivolo AMX International AMX. 
Dal 6 gennaio al 10 marzo 1991, sei F-104G con il POD vengono impiegati nella prima guerra del golfo, rischierati sull'aeroporto di Ehrac (vicino a Malatya) in Turchia). 
Nel febbraio 1991 viene costituita, alle dipendenze del Gruppo Difesa, la 703ª Batteria Contraerea, dotata del sistema d'arma SPADA.
Nel maggio 1993 lo Stormo lascia l'F-104. Dal giugno dello stesso anno anche il 28º gruppo inizia la transizione sul velivolo AMX.
Dall’aprile del 1993 la base dello Stormo è sede di rischieramento di un contingente olandese composto da velivoli F-16 e personale proveniente da vari Gruppi della RNLAF (Koninklijke Luchtmacht), nell'ambito dell'operazione Deny Flight per interdire voli militari sul cielo della Bosnia.
Nel dicembre 1995 si conclude l'operazione Deny Flight. Il contingente olandese continua però ad essere rischierato sulla base di Villafranca perché impegnato, sempre sotto l'egida della NATO, in una nuova missione sui cieli della Bosnia: l'operazione Decisive Endeavour volta a garantire il rispetto degli accordi di pace tra i contendenti della guerra appena conclusa nella ex-Jugoslavia. Dal luglio 1996, alternandosi fra loro, anche il 132º Gruppo e il 28º Gruppo partecipano alla Decisive Endeavor svolgendo missioni di ricognizione fotografica. 
Dall'ottobre del 1996, ancora per partecipare alla stessa operazione NATO, con alcuni F-16, è rischierata su Villafranca anche una cellula del 31º Gruppo della Componente aerea dell'armata belga.

### Reparto mobile di supporto
Il 19 luglio 1999 il 3º Stormo diviene Reparto Mobile di Supporto e già dai primi di agosto dello stesso anno, circa 120 uomini partono per il Kosovo dove, nella città di Gjakova, costituiscono il Distaccamento Aeronautico A.M.I.Ko. (Aeronautica Militare Italiana in Kosovo) e gestiscono l'Aeroporto di Gjakova. 
In seguito, il Reparto è stato sempre presente in tutte le altre operazioni "fuori area" a cui ha partecipato la Forza Armata (Albania, Eritrea, Kirghizistan, Emirati Arabi Uniti, Iraq e soprattutto Afghanistan).
Per aver "svolto un'attività estremamente qualificata con interventi in teatri caratterizzati da elevata intensità operativa", con Decreto del 10 settembre 2003 il Presidente della Repubblica Italiana Carlo Azeglio Ciampi ha concesso al Reparto Mobile di Supporto la Bandiera di Guerra, consegnata dal Ministro della difesa, on. Antonio Martino, durante una solenne cerimonia tenutasi il 15 aprile 2004 presso l'Aeroporto Militare di Villafranca.  Successivamente, il Presidente della Repubblica Giorgio Napolitano con Decreto dell'8 giugno 2007, ha conferito a tale Bandiera di Guerra la Croce di Cavaliere dell'Ordine militare d'Italia, "riconoscendo l'opera validissima e meritoria svolta, nel corso degli anni, dal personale del prestigioso Reparto in operazioni internazionali, quali le missioni NATO in Afghanistan, Kosovo e Iraq" (Decorato iscritto nel Ruolo dei Cavalieri al numero 2585).
Il 31 marzo 2008, in occasione della solenne Cerimonia per la Celebrazione dell'85º Anniversario della Costituzione dell'Aeronautica Militare, tenutasi a Piazzale Michelangelo in Firenze, lo stesso Presidente ha appuntato tale decorazione alla Bandiera di Guerra del Reparto Mobile di Supporto, unitamente a quelle della 46ª Brigata aerea di Pisa e del 15º Stormo di Cervia (Ravenna).  Il 2 maggio 2008 il Reparto Mobile di Supporto viene ridenominato in 3º Stormo "Supporto Operativo". L'11 settembre 2008 l'Aeroporto di Villafranca è transitato da "Aeroporto Militare aperto al traffico civile" ad Aeroporto Civile appartenente allo Stato, aperto al traffico civile".
Nell'ambito delle operazioni di soccorso per il terremoto in Abruzzo del 6 aprile 2009 e nelle successive fasi predispositive per il grande evento G8 del 2009, che si è svolto all'Aquila dal 8 al 10 luglio, lo Stormo ha fornito un notevole supporto logistico e, in particolare, presso l'Aeroporto di Preturo (L'Aquila) ha allestito un campo per ospitare circa 400 persone impegnate per il G-8.  Per l'opera svolta in tali ambiti, l'allora Comandante Logistico dell'Aeronautica Militare, Generale di Squadra Aerea Giuseppe Marani, ha tributato al Reparto un encomio solenne collettivo.
Il 31 luglio 2010, a seguito di un Decreto dei Ministri della Difesa, delle Infrastrutture e dei Trasporti e dell'Economia e delle Finanze, conseguente il precedente Decreto dell'11 settembre 2008, il compito di fornire parte dei Servizi della Navigazione Aerea (servizio Radar d'Avvicinamento) dal 3º Stormo Supporto Operativo di Villafranca è transitato all'ENAV, mentre lo Stormo continua a fornire il servizio di aerodromo (Torre di controllo del traffico aereo ed Ufficio Informazioni Volo).  Nel corso dei 24 anni di attività, il Servizio Radar d'Avvicinamento dello Stormo ha fornito i servizi Air Traffic Control (ATC) al traffico aereo civile e militare, gestendo i flussi di traffico degli Aeroporti di Villafranca, Brescia Montichiari e Ghedi.
Dal 15 ottobre del 2012 il 3º Stormo "Supporto Operativo" è stato ridenominato 3º Stormo.

## Oggi
Attualmente lo Stormo rappresenta l'unità di supporto operativo principale per l'invio nella fase "expeditionary" di:
- Deployment Team per l'allestimento del campo sino al raggiungimento dell'IOC (Enabling Party);
- Re-deployment Team per la chiusura del campo a termine operazione (Closing Party).

In tale quadro assicura, in completa autonomia o con il concorso di altre unità (4º Reparto Tecnico Manutentivo, Infermeria Principale di Villafranca, 27º Gruppo Genio Campale), i necessari approntamenti logistici-operativi per fornire le componenti Combat Service Support (CSS) Base Servicing, CIS, Genio Campale (ENG), Gestione Transiti Aeroportuali (AOU/ATOC/CATO), Operazioni Linea di Volo (RWY OPS e Cross Servicing), Antincendi (CFR), Supporto Sanitario (MED), Assistenza al Volo, Controllo del traffico aereo e Meteo (ATC/MET), Rifornimento Campale (POL/OX), Protezione delle Forze e Difesa CBRN (FP-C2, CD e COLPRO), Sala Operativa di Base (WOC), National Support Element (NSE).
È responsabile, inoltre, della gestione amministrativa e contabile delle attività legate alle operazioni nazionali ed internazionali, con particolare riferimento all'acquisizione di beni e servizi da impiegare fuori sede e al flusso di contanti per le esigenze dei Reparti rischierati fuori area. In ambito prettamente nazionale lo Stormo è attualmente designato anche quale Aeroporto di imbarco e sbarco (APOD ed APOE) principalmente per il materiale destinato ai teatri fuori area, fornendo di conseguenza le attività di ATOC (Air Terminal Operation Center) per velivoli militari e "wide body" commerciali noleggiati dalla Difesa.
Attraverso il Gruppo Addestramento Operativo provvede alla formazione di tutto il personale dell'Aeronautica Militare di previsto impiego in operazioni fuori dai confini nazionali, dei corsi IATA, UTA, Logistica di Proiezione.